# Făurei (Neamț)
Făurei è un comune della Romania di 2 228 abitanti, ubicato nel distretto di Neamț, nella regione storica della Moldavia. 
Il comune è formato dall'unione di 4 villaggi: Budești, Climești, Făurei, Micșunești.